# Vallonia
La Vallonia (in francese: Wallonie, in vallone:  Walonreye, in olandese: Wallonië, in tedesco: Wallonien), o Regione vallona (in francese: Région wallonne, in vallone: Redjon walone, in olandese: Waalse Gewest, in tedesco: Wallonische Region), è una delle tre regioni del Belgio, la più grande per superficie territoriale.
All'interno del sistema federale belga, le competenze di tipo economico-territoriale (dall'economia al lavoro, dall'ecologia ai lavori pubblici, dall'agricoltura alla previdenza sociale) sono devolute agli organi politici delle regioni mentre quelle di tipo educativo-culturale sono gestite dalle Comunità linguistiche. 
Le regioni sono governate da un ministro-presidente, da un governo e da un parlamento regionale, e sono ulteriormente suddivise in province.

## Lingue

### Le Comunità linguistiche
Dei 262 comuni della Regione vallona, 253 fanno parte della Comunità francofona del Belgio e hanno per lingua ufficiale il francese e 9 fanno parte della Comunità germanofona del Belgio e hanno per lingua ufficiale il tedesco.

### I comuni a facilitazione linguistica
15 comuni della Vallonia sono comuni a facilitazione linguistica. Questi comuni hanno solo una lingua ufficiale ma offrono servizi e documenti comunali in un'altra lingua ai suoi cittadini : 
- 4 comuni di lingua francese al confine con le Fiandre offrono questa facilitazione ai cittadini di lingua olandese,
- 2 comuni di lingua francese al confine con la Comunità germanofona del Belgio ai cittadini di lingua tedesca,
- tutti i 9 comuni della Comunità germanofona del Belgio dispongono di strutture linguistiche per i francofoni.

## Geografia
Confina con le Fiandre e i Paesi Bassi (provincia del Limburgo) a nord, con la Germania (Renania Settentrionale-Vestfalia e Renania-Palatinato) e il Lussemburgo a est e con la Francia (regioni Grand Est e Hauts-de-France) a sud. I fiumi principali della regione sono la Mosa e la Schelda. Nei pressi della città di Liegi è inoltre presente la cima più alta del Paese, il Signal de Botrange, che si eleva ad un'altitudine di 694 m.
La superficie è di 16 844 km², la popolazione (2002) è di 3 358 560 abitanti, per una densità di 199 ab./km². Le lingue ufficiali sono il francese e, limitatamente ai comuni della comunità germanofona del Belgio, il tedesco.

### Province
La regione della Vallonia è divisa in 5 province:
1. Brabante Vallone;
2. Hainaut;
3. Liegi;
4. Lussemburgo (da non confondersi con lo Stato omonimo);
5. Namur.

### Città
Le maggiori città sono:
- Charleroi (204,146)
- Liegi (195,790)
- Namur (110,428)
- Mons (92,529)

- La Louvière (78,414)
- Tournai (69,792)
- Seraing (63,500)
- Verviers (56,596)

- Mouscron (55,687)
- Herstal (38,969)
- Braine-l'Alleud (38,748)
- Châtelet (36,131)

## Storia

### Epoca Romana
Con il successo delle campagne militari di Giulio Cesare dell'anno 57 a.C., i territori corrispondenti all'attuale regione della Vallonia vennero inglobati nella provincia della Gallia Belgica. Tale provincia, che originariamente si estendeva dalla Germania sudoccidentale alla Normandia ed alla parte meridionale dei Paesi Bassi, era popolata prevalentemente da tribù celtiche culturalmente affini alle vicine tribù germaniche. Gli antenati dei valloni, progressivamente romanizzatisi nel corso dei secoli, adottarono la lingua dei conquistatori a scapito della propria e cominciarono ad essere chiamati walha, ossia "stranieri", dai loro vicini germanici, termine da cui è poi derivato il nome della regione.

### Medioevo

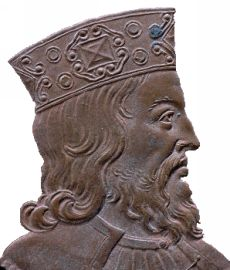
Clodoveo I seppe assicurarsi il pieno controllo della regione

I Franchi merovingi acquisirono gradualmente il controllo della regione durante il V secolo, sotto Clodoveo I. A causa della frammentazione dell'antico Impero romano, il latino volgare si sviluppò a livello regionale lungo linee diverse e si evolse in diversi dialetti della langue d'oïl. Dal V secolo al VII secolo, i Franchi stabilirono numerosi insediamenti, probabilmente soprattutto nel nord della provincia dove la romanizzazione era meno avanzata e alcune tracce germaniche erano ancora presenti. Il confine linguistico cominciò a cristallizzarsi tra il 700 sotto il regno dei Merovingi e dei Carolingi e verso il 1000. 
Il Trattato di Verdun dell'843 sancì l'inglobamento del territorio dell'attuale Vallonia nel regno della Francia Media di Lotario I; la morte di quest'ultimo e la conseguente disgregazione della Francia Media, comportarono il passaggio della regione al Regno di Lotaringia. Alla successiva frammentazione della Lotaringia nel 959, l'attuale territorio del Belgio divenne parte della Bassa Lorena.

### Epoca moderna
Nel XV secolo, i duchi di Borgogna presero il controllo dei Paesi Bassi. Dal XVI al XVIII secolo, i Paesi Bassi furono governati successivamente dalla dinastia degli Asburgo di Spagna (dai primi anni del XVI secolo fino al 1713-14) e successivamente dall'Austria (fino al 1794). Questo territorio fu ampliato nel 1521-22 quando Carlo V, imperatore del Sacro Romano Impero conquistò la regione di Tournai dalla Francia.
L'attuale Belgio fu conquistato nel 1795 dalla Prima Repubblica francese, nel corso delle guerre rivoluzionarie francesi. La Vallonia venne quindi annessa alla Repubblica, divenuta nel frattempo impero. Dopo la battaglia di Waterloo, la regione divenne parte del Regno Unito dei Paesi Bassi sotto il re Guglielmo I. La rivoluzione belga del 1830 sancì l'indipendenza delle provincie meridionali del Regno Unito dei Paesi Bassi, compresa la Vallonia, e la nascita del Regno del Belgio.

### Rivoluzione industriale
Nel XIX secolo, l'area iniziò ad industrializzarsi e la Vallonia fu la prima area interamente industrializzata nell'Europa continentale. Ciò portò la regione a una grande prosperità economica che ebbe tra le varie conseguenze la massiccia immigrazione fiamminga in Vallonia, nonché la nascita di movimenti liberali e socialisti. Una prima battuta di arresto all'economia della regione fu il disastro di Marcinelle del 1956, a cui fece seguito la crisi dell'industria pesante degli anni 60 e 70. La dismissione delle miniere di carbone e la crisi dell'industria siderurgica furono tra le cause del progressivo spostamento del centro dell'attività industriale belga verso le Fiandre e del relativo impoverimento della regione non ancora del tutto arrestatosi.